# Bjarki Gunnlaugsson
Pour les articles homonymes, voir Gunnlaugsson.
Bjarki Bergmann Gunnlaugsson, né le 3 mars 1973 à Akranes en Islande, est un footballeur international islandais, qui évoluait au poste de milieu offensif. Il est le frère d'Arnar et Garðar Gunnlaugsson.

## Biographie

### Carrière en club
Bjarki Gunnlaugsson dispute 5 matchs en Ligue des champions, et 11 matchs en Ligue Europa,.

### Carrière internationale
Bjarki Gunnlaugsson compte 27 sélections et 7 buts avec l'équipe d'Islande entre 1993 et 2000,. 
Il est convoqué pour la première fois en équipe d'Islande par le sélectionneur national Ásgeir Elíasson, pour un match amical contre la Tunisie le 17 octobre 1993. Il entre à la 75e minute de la rencontre, à la place d'Arnar Grétarsson. Le match se solde par une défaite 3-1 des Islandais. 
Le 24 avril 1994, il inscrit son premier but en sélection contre les États-Unis, lors d'un match amical (victoire 2-1). Puis, le 24 avril 1996, il inscrit un triplé lors d'une rencontre face à l'Estonie, lors d'un match amical (victoire 3-0).
Il reçoit sa dernière sélection le 4 février 2000 contre les îles Féroé, où il inscrit son septième but en sélection. Le match se solde par une victoire 3-2 des Islandais. 

## Palmarès
- Avec l'ÍA Akranes
  - Champion d'Islande en 1992 et 1995
  - Champion d'Islande de D2 en 1991

- Avec le KR Reykjavik
  - Champion d'Islande en 1999 et 2003
  - Vainqueur de la Coupe d'Islande en 1999
  - Vainqueur de la Supercoupe d'Islande en 2003

- Avec le Preston North End
  - Champion d'Angleterre de D3 en 2000

- Avec le FH Hafnarfjörður
  - Champion d'Islande en 2008 et 2012
  - Vainqueur de la Coupe d'Islande en 2007 et 2010
  - Vainqueur de la Coupe de la Ligue islandaise en 2007
  - Vainqueur de la Supercoupe d'Islande en 2007, 2010 et 2011